# Stal Mielec (piłka ręczna)
Handball Stal Mielec – polski męski klub piłki ręcznej, założony w 1952 w Mielcu jako sekcja Fabrycznego Klubu Sportowego Stal Mielec. Od 1997 funkcjonuje jako osobne stowarzyszenie.
Wicemistrz Polski w sezonie 1974/1975 i brązowy medalista mistrzostw Polski w sezonie 2011/2012; zdobywca Pucharu Polski w sezonie 1970/1971.
Stal Mielec występowała w najwyższej klasie rozgrywkowej w latach 1969–1979, 1980–1981, 1982–1984, 1985–1988, 1990–1992, 2006–2007, 2008–2009 i od 2010. W sezonie 2019/2020 po raz 30. przystąpiła do gry w ekstraklasie. W sezonach 2011/2012 i 2012/2013 grała ponadto w Challenge Cup i Pucharze EHF.
Delegowała wielu reprezentantów Polski, w tym uczestników igrzysk olimpijskich i mistrzostw świata. W okresie PRL wspierana była przez Polskie Zakłady Lotnicze; później, już jako osobne stowarzyszenie, jej sponsorami tytularnymi były spółki: Black Red White (do 2011), Tauron (2011–2013) i PGE (2013–2016).
Do końca 2015 mecze w roli gospodarza Stal Mielec rozgrywała w hali sportowo-widowiskowej MOSiR w Mielcu (nazywanej potocznie „Hangar Areną”), mieszczącej 1924 osób. W związku z zamknięciem starej hali z powodu złego stanu technicznego, w 2016 przeniosła się do hali SP nr 7 w Mielcu (wcześniej: Gimnazjum nr 2), której pojemność wynosi 299 miejsc. W 2019 rozpoczęła się budowa nowej hali sportowo-widowiskowej, mającej pomieścić ponad 3000 tysiące kibiców, na której swoje mecze ma rozgrywać SPR Stal Mielec.

## Historia

### Lata 1952–1997
W 1952 w Fabrycznym Klubie Sportowym Stal Mielec utworzono sekcję 11-osobowej piłki ręcznej. Zespół tworzyli głównie piłkarze nożni i siatkarze, występując przez dwa lata w rozgrywkach wojewódzkich. Następnie drużyna została rozwiązana. W 1963, kiedy w Mielcu wybudowano halę sportową, w Stali powstała sekcja 7-osobowej piłki ręcznej. Inicjatorem reaktywacji szczypiorniaka w Stali był Jan Paliwoda, natomiast pierwszym trenerem zespołu został Karol Mróz. W sezonie 1968/1969 mielecka drużyna zajęła w lidze międzyokręgowej 1. miejsce i po grze w barażu awansowała do I ligi.
W debiutanckim sezonie 1969/1970 w najwyższej klasie okręgowej szczypiorniści Stali zajęli 7. pozycję, a Kazimierz Tylko, który zdobył 120 bramek, został wicekrólem strzelców. W sezonie 1970/1971 mielecki zespół zajął w lidze 4. miejsce oraz wywalczył Puchar Polski. W trzech kolejnych sezonach Stal ocierała się o podium mistrzostw Polski, dwukrotnie zajmując 4. pozycję (1971/1972 i 1973/1974) i raz kończąc zmagania na 5. miejscu (1972/1973). W 1972 na igrzyskach olimpijskich w Monachium wystąpiło trzech graczy Stali: Franciszek Gąsior, Jan Gmyrek i Robert Zawada.
W sezonie 1974/1975 Stal Mielec została wicemistrzem Polski – ligowe zmagania zakończyła na 2. miejscu z dorobkiem 44 punktów w 36 meczach. Do zwycięskiego Śląska Wrocław straciła 11 punktów, zaś nad trzecią Anilaną uzyskała punkt przewagi. Srebrny medal mistrzostw Polski szczypiorniści Stali zapewnili sobie w przedostatniej serii spotkań, rozegranej 15 i 16 marca 1975, kiedy dwukrotnie pokonali u siebie Wybrzeże Gdańsk (18:16 i 21:18), podczas gdy najgroźniejsi rywale (Anilana, Pogoń Szczecin i Pogoń Zabrze) stracili wówczas punkty. Dwie porażki, w tym jedna bardzo wysoka, które Stal Mielec poniosła tydzień później w ostatniej serii meczów ze Śląskiem Wrocław (18:23 i 11:26), nie miały więc już znaczenia dla układu tej części tabeli. W następnych trzech sezonach Stal Mielec zajęła w I lidze dwukrotnie 4. miejsce (1975/1976 i 1977/1978), a raz uplasowała się na 6. pozycji (1976/1977). W sezonie 1978/1979 mielecka drużyna zajęła 9. miejsce i po dziesięciu latach nieprzerwanej gry w najwyższej klasie rozgrywkowej została z niej zdegradowana. O spadku Stali zadecydowała ostatnia seria spotkań (17–18 marca 1979), w której mielczanie zdobyli co prawda dwa punkty, pokonując Hutnika Kraków, jednak Korona Kielce, która również walczyła o utrzymanie, zdobyła trzy punkty i wyprzedziła ostatecznie w tabeli Stal.
Do I ligi Stal Mielec wróciła w 1980, jednak w sezonie 1980/1981 zajęła w niej 9. miejsce i po raz drugi została zdegradowana. W najwyższej klasie rozgrywkowej mielecki zespół występował później w latach 1982–1984, 1985–1988 i 1990–1992 (w tym ostatnim okresie w I lidze serii B), nie osiągając większych sukcesów. Pogarszająca się sytuacja finansowa klubu spowodowała, że po sezonie 1991/1992, w którym drużyna została zdegradowana do II ligi, zespół został wycofany z rozgrywek. Reaktywowano go w 1996, zgłaszając do rozgrywek III ligi w sezonie 1996/1997.

### Lata 1997–2019
W czerwcu 1997 zarejestrowano Stowarzyszenie Piłki Ręcznej Stal Mielec (SPR Stal Mielec), które przejęło sekcję piłki ręcznej FKS-u Stali Mielec. W latach 1997–1999 drużyna występowała w III i II lidze, przez kolejne dwa lata nie była zgłaszana do rozgrywek seniorów. Ponownie przystąpiła do nich w sezonie 2001/2002, grając w II lidze. W sezonie 2003/2004 Stal awansowała do I ligi. W sezonie 2005/2006 odniosła w niej 18 zwycięstw, zanotowała jeden remis i poniosła pięć porażek, kończąc zmagania z dorobkiem 37 punktów na 1. miejscu w tabeli (trzy punkty przewagi nad drugim Vive II Kielce), oznaczającym awans do Ekstraklasy. W sezonie 2006/2007 najwyższej klasy rozgrywkowej Stal odniosła sześć zwycięstw, zanotowała jeden remis i poniosła 15 porażek. Z 11. miejsca przystąpiła do gry o utrzymanie – w sześciu decydujących o końcowej klasyfikacji meczach wygrała dwa razy, raz zremisowała i trzy razy przegrała, nie zmieniając swojej pozycji w tabeli (11.), a tym samym spadając do I ligi. W sezonie 2007/2008 Stal wygrała rozgrywki I ligi (19 zwycięstw w 22 meczach) i powróciła do Ekstraklasy. W sezonie 2008/2009 ponownie spadła do I ligi. W sezonie 2009/2010 wygrała w I lidze wszystkie 22 mecze, awansując do Superligi. Ponadto jej zawodnik Grzegorz Sobut, który zdobył 174 bramki, został królem strzelców rozgrywek.
W sezonie 2010/2011 Stal Mielec wygrała 11 meczów, jeden zremisowała i 10 przegrała. Z 4. miejsca w tabeli przystąpiła do gry w fazie play-off. W ćwierćfinale pokonała Warmię Olsztyn (34:29, 28:34, 41:32), natomiast w półfinale przegrała z Vive Kielce (29:40, 26:46, 28:44). W rywalizacji o 3. pozycję zmierzyła się z MMTS-em Kwidzyn. Po pierwszych dwóch meczach w Kwidzynie był remis 1:1, także dwa kolejne spotkania rozegrane w Mielcu nie wyłoniły zwycięzcy. Dopiero piąte spotkanie, które odbyło się 1 czerwca 2011 w Kwidzynie, zadecydowało o brązowym medalu – Stal przegrała w nim różnicą jednej bramki (23:24), kończąc rozgrywki na 4. miejscu. Rundę zasadniczą sezonu 2011/2012 Stal ponownie zakończyła na 4. miejscu (13 zwycięstw, jeden remis, osiem porażek). W ćwierćfinale play-off pokonała Azoty-Puławy (28:23, 21:28, 25:23), natomiast w półfinale przegrała z Vive Kielce (23:36, 24:42, 26:42). W rywalizacji o 3. miejsce ponownie zmierzyła się z MMTS-em Kwidzyn. W spotkaniach, które odbyły się 12 i 13 maja 2012 w Kwidzynie oraz 19 maja 2012 w Mielcu, odniosła trzy zwycięstwa (34:33, 31:27, 33:27), zdobywając brązowy medal mistrzostw Polski. W sezonie 2011/2012 Stal Mielec przystąpiła ponadto do gry w Challenge Cup, w którym w 3. rundzie przegrała z greckim AC Diomidis Argous (54:57 w dwumeczu, który odbył się w Mielcu), odpadając z dalszej rywalizacji.
W rundzie zasadniczej sezonu 2012/2013 Stal Mielec odniosła 14 zwycięstw, zanotowała jeden remis i poniosła siedem porażek, plasując się na 3. miejscu w tabeli. W ćwierćfinale play-off przegrała z MMTS-em Kwidzyn, co uniemożliwiło jej walkę o medale. Ostatecznie zakończyła rozgrywki na 5. pozycji, pokonując najpierw Piotrkowianina Piotrków Trybunalski, a później KS Zabrze. W sezonie 2012/2013 Stal przystąpiła również do gry w Pucharze EHF. W 1. rundzie zdecydowanie pokonała turecki Nilüfer Belediyespor (84:50 w dwumeczu, który odbył się w Mielcu), natomiast w 2. rundzie, której spotkania rozegrano 13 i 20 października 2012, przegrała z duńskim Team Tvis Holstebro (29:26 w Mielcu i 24:30 w Holstebro). W sezonach 2013/2014 i 2014/2015 mielecki zespół nie przebrnął w fazie play-off ćwierćfinału, kończąc zmagania na 5. i 6. miejscu. W sezonie 2015/2016 zajął w Superlidze spadkową, 11. pozycję.
W 2016 klub samodzielnie powołał spółkę akcyjną, aby ubiegać się o grę w tworzonej lidze zawodowej. W czerwcu tego roku Rada Miasta Mielca zgodziła się na przekazanie Stali 1,313 mln zł na spłatę zadłużenia i bieżącą działalność. Pod koniec lipca 2016 Stal uzyskała licencję na grę w Superlidze. W rundzie zasadniczej sezonu 2016/2017 wygrała osiem meczów i 18 przegrała. Z dorobkiem 18 punktów uplasowała się na 11. miejscu w tabeli zbiorczej i 5. pozycji w grupie pomarańczowej. Przystąpiła następnie do gry o dziką kartę do fazy play-off – przegrała jednak 11 i 13 kwietnia 2017 z Górnikiem Zabrze (27:28, 27:34), nie wywalczając awansu. Trafiła następnie do grupy Suzuki, walcząc o Puchar Superligi. W pięciu meczach odniosła jednak tylko jedno zwycięstwo, kończąc rywalizację na ostatnim, 6. miejscu. Ołeksandr Kyryłenko otrzymał nominację do tytułu najlepszego rozgrywającego Superligi, a grający trener Krzysztof Lipka został nominowany do tytułu najlepszego bramkarza rozgrywek.
W sezonie 2017/2018 Stal odniosła w Superlidze 11 zwycięstw i poniosła 19 porażek. Z dorobkiem 34 punktów zajęła 7. miejsce w grupie pomarańczowej i 12. w tabeli zbiorczej. Rozgrywki zakończyła 14 kwietnia 2018, przegrywając na wyjeździe z Gwardią Opole (27:37). Najlepszym strzelcem mieleckiej drużyny był Wiktor Kawka, który zdobył 124 gole. W Pucharze Polski Stal dotarła do 1/4 finału, w której 14 marca 2018 przegrała z Gwardią Opole (33:36). W rundzie zasadniczej sezonu 2018/2019 mielecki zespół odniósł pięć zwycięstw i poniósł 21 porażek. Z dorobkiem 16 punktów uplasował się na 13. miejscu w tabeli. W rywalizacji o utrzymanie wygrał cztery mecze (w tym dwa po serii rzutów karnych), a sześć przegrał. Przed ostatnią kolejką znajdował się na ostatniej pozycji w tabeli, oznaczającej spadek do I ligi. W kończącym sezon spotkaniu z Zagłębiem Lubin, rozegranym 22 maja 2019 na wyjeździe, Stal odniosła jednak zwycięstwo (30:26), natomiast jej bezpośredni rywal w walce o pozostanie w Superlidze, Arka Gdynia, przegrała po serii rzutów karnych z Wybrzeżem Gdańsk. Takie rozstrzygnięcia spowodowały, że do I ligi została zdegradowana Arka, a mielecka drużyna przesunęła się w tabeli na przedostatnie miejsce, gwarantujące grę w barażach. W rozegranym 25 i 29 maja 2019 dwumeczu barażowym o utrzymanie Stal pokonała Nielbę Wągorowiec (35:28; 29:25) i pozostała w Superlidze. W trakcie sezonu 2018/2019 doszło do trzech zmian na ławce trenerskiej Stali. Najpierw Krzysztofa Lipkę zastąpił Tomasz Sondej, później drużynę prowadził Michał Przybylski, a w decydujących spotkaniach trenerem był Marcin Basiak.

## Sukcesy

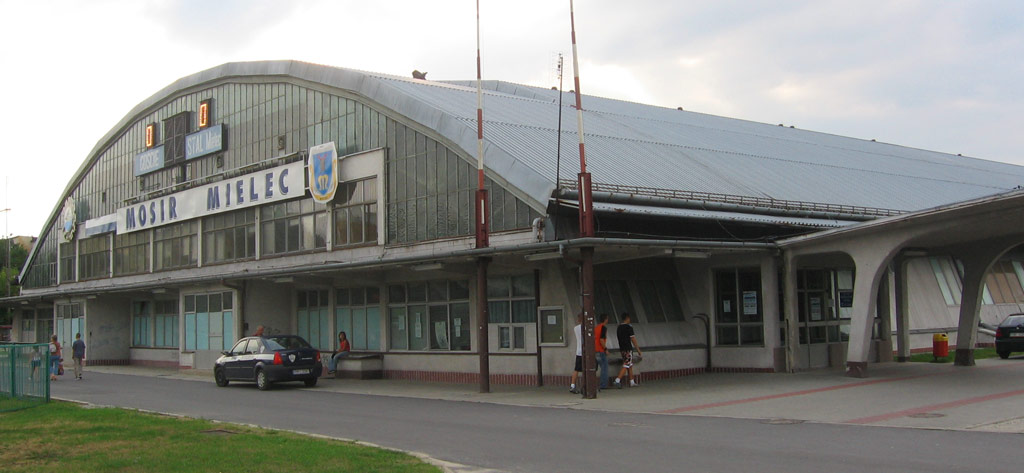
„Hangar Arena”, w której Stal Mielec rozgrywała mecze domowe do końca 2015

Krajowe
- Mistrzostwa Polski:
  - 2. miejsce (1x): 1974/1975
  - 3. miejsce (1x): 2011/2012
- Puchar Polski:
  - Zwycięstwo (1x): 1970/1971

- Liga Centralna:
  - 2. miejsce (1x): 2022/2023

Międzynarodowe
- Puchar EHF:
  - 2. runda: 2012/2013
- Challenge Cup:
  - 3. runda: 2011/2012

## Drużyna

### Kadra w sezonie 2023/2024
| Nr                                                       | Zawodnik            | Pozycja      | Data ur.   | Wzrost |
| -------------------------------------------------------- | ------------------- | ------------ | ---------- | ------ |
| 1                                                        |                     | bramkarz     | 07,03,2000 | 182    |
| 3                                                        | Łukasz              | obrotowy     | 21.06.1994 | 185    |
| 4                                                        | Łukasz Janyst       | skrzydłowy   | 06.10.1983 | 174    |
| 5                                                        | Michał Wypych       | rozgrywający | 13.02.1996 | 199    |
| 6                                                        | Hubert Skuciński    | skrzydłowy   | 28.10.1997 | 188    |
| 8                                                        | Tomasz Mochocki     | rozgrywający | 06.07.1985 | 194    |
| 9                                                        | Marcin Miedziński   | rozgrywający | 09.04.1989 | 202    |
| 10                                                       | Hubert Kornecki     | rozgrywający | 05.04.1993 | 193    |
| 12                                                       | Goran Andjelić      | bramkarz     | 12.03.1988 | 195    |
| 14                                                       | Tomasz Grzegorek    | obrotowy     | 31.07.1995 | 192    |
| 15                                                       | Wiktor Jędrzejewski | obrotowy     | 05.09.1987 | 197    |
| 18                                                       | Dzianis Wałyncau    | rozgrywający | 18.02.1992 | 188    |
| 19                                                       | Piotr Adamczak      | rozgrywający | 20.07.1988 | 200    |
| 22                                                       | Tomasz Wiśniewski   | bramkarz     | 29.03.1997 | 192    |
| 24                                                       | Michał Chodara      | rozgrywający | 17.03.1986 | 181    |
| 30                                                       | Jakub Olszewski     | rozgrywający | 15.06.1994 | 186    |
| 33                                                       | Daniel Dutka        | rozgrywający | 20.02.1992 | 185    |
| 51                                                       | Bartosz Wojdak      | rozgrywający | 11.12.1993 | 190    |
| 71                                                       | Michał Kozioł       | rozgrywający | 07.01.2000 | 182    |
| 94                                                       | Rafał Krupa         | skrzydłowy   | 03.07.1994 | 186    |
| 97                                                       | Jakub Ćwięka        | rozgrywający | 18.10.1997 | 195    |
| 99                                                       | Krystian Witkowski  | bramkarz     | 01.12.1999 | 200    |
| Źródło: Drużyna. sprstal.mielec.pl. [dostęp 2019-08-20]. |                     |              |            |        |

### Transfery
Transfery w sezonie 2019/2020
| Przybyli - Piotr Adamczak (MKS Kalisz) - Michał Chodara (SPR Tarnów) - Michał Kozioł (Stal II Mielec) - Jakub Olszewski (Arka Gdynia) - Bartosz Wojdak (MKS Kalisz) | Odeszli - Bartosz Kowalczyk (Azoty-Puławy) - Szymon Krajewski (Politechnika Anilana Łódź) - Piotr Rutkowski (Piotrkowianin Piotrków Trybunalski) - Dawid Rusin (KSZO Ostrowiec Świętokrzyski) - Matej Sarajlić (HC Linz AG) |

## Stal Mielec w najwyższej klasie rozgrywkowej
| Lp.                 | Sezon     | Miejsce |
| ------------------- | --------- | ------- |
| 1.                  | 1969/1970 | 7.      |
| 2.                  | 1970/1971 | 4.      |
| 3.                  | 1971/1972 | 4.      |
| 4.                  | 1972/1973 | 5.      |
| 5.                  | 1973/1974 | 4.      |
| 6.                  | 1974/1975 | 2.      |
| 7.                  | 1975/1976 | 4.      |
| 8.                  | 1976/1977 | 6.      |
| 9.                  | 1977/1978 | 4.      |
| 10.                 | 1978/1979 | 9.      |
|                     |           |         |
| 11.                 | 1980/1981 | 9.      |
|                     |           |         |
| 12.                 | 1982/1983 | 8.      |
| 13.                 | 1983/1984 | 9.      |
|                     |           |         |
| 14.                 | 1985/1986 | 7.      |
| 15.                 | 1986/1987 | 6.      |
| 16.                 | 1987/1988 | 10.     |
| [ 1 ] [ 25 ] [ 26 ] |           |         |

| Lp.          | Sezon     | Miejsce |
| ------------ | --------- | ------- |
| 17.          | 1990/1991 | 13.     |
| 18.          | 1991/1992 | 15.     |
|              |           |         |
| 19.          | 2006/2007 | 11.     |
|              |           |         |
| 20.          | 2008/2009 | 12.     |
|              |           |         |
| 21.          | 2010/2011 | 4.      |
| 22.          | 2011/2012 | 3.      |
| 23.          | 2012/2013 | 5.      |
| 24.          | 2013/2014 | 5.      |
| 25.          | 2014/2015 | 6.      |
| 26.          | 2015/2016 | 11.     |
| 27.          | 2016/2017 | 11.     |
| 28.          | 2017/2018 | 12.     |
| 29.          | 2018/2019 | 13.     |
| 30.          | 2019/2020 | 13.     |
| 31.          | 2020/2021 | 14.     |
| [ 1 ] [ 27 ] |           |         |

## Europejskie puchary
| Rozgrywki     | Sezon     | Runda   | Rywal                | Dom   | Wyjazd | Dwumecz | Źródło |
| ------------- | --------- | ------- | -------------------- | ----- | ------ | ------- | ------ |
| Challenge Cup | 2011/2012 | Runda 3 | AC Diomidis Argous   | 28:27 | 26:30  | 54:57   | [ 2 ]  |
| Puchar EHF    | 2012/2013 | Runda 1 | Nilüfer Belediyespor | 42:21 | 42:29  | 84:50   | [ 2 ]  |
| Puchar EHF    | 2012/2013 | Runda 2 | Team Tvis Holstebro  | 29:26 | 24:30  | 53:56   | [ 2 ]  |

## Trenerzy i prezesi od 1997
| Trenerzy - Robert Zawada (1997–2004) - Jacek Nowak (2004–2005) - Stanisław Kubala (2005–2006) - Edward Strząbała (2006–2007) - Wojciech Ostrowski (2007–2008) - Zbigniew Tłuczyński (2008) - Ryszard Skutnik (2008–2013) - Paweł Noch (2013–2015) - Tadeusz Jednoróg (2015–2016) - Krzysztof Lipka (2016–2018) - Tomasz Sondej (2019) - Michał Przybylski (2019) - Marcin Basiak (2019) - Dawid Nilsson (od 2019) | Prezesi - Ryszard Sieroń (1997–1999) - Antoni Weryński (1999–2012) - Witold Pieróg (2012–2013) - Wojciech Kamieniecki (2013–2015) - Grzegorz Maj (2015–2016) - Paweł Wacławik (2016–2019) - Roman Kowalik (od 2019) |